# Allan Pinkerton

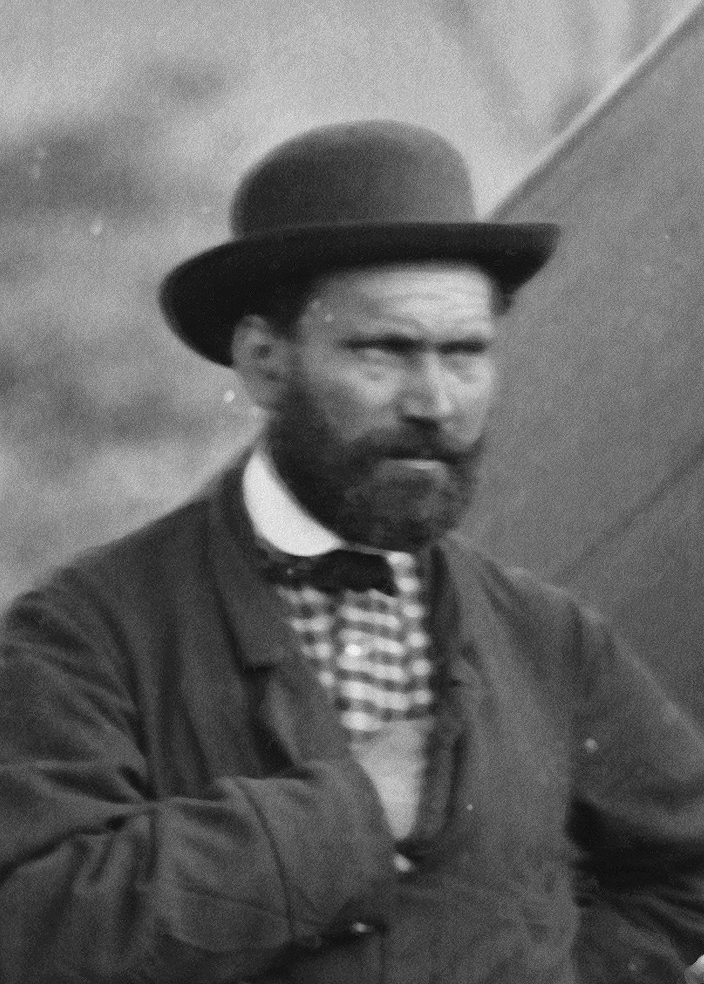
Allan Pinkerton, 1862

Allan Pinkerton (Glasgow, 25 augustus 1819 - Chicago, 1 juli 1884) was een Amerikaans detective. Hij was kuiper van beroep toen hij in 1842 op 23-jarige leeftijd emigreerde naar Amerika. Hij vestigde zich in Dundee, een stadje ten noordwesten van Chicago, en werd daar deputy-sheriff.

## Pinkerton National Detective Agency
In 1852 opende hij, samen met een partner, de "North-Western Police Agency" en later "Pinkerton's National Detective Agency" en vestigde daarmee een van de eerste particuliere detective-organisaties. Hij werkte onder meer voor 'Illinois Central' en tal van andere spoorwegmaatschappijen en wist met zijn detectives diverse berovingen op spoorwegen op te lossen. Pinkertons detectives jaagden op deze 'outlaws', waaronder de beruchte Butch Cassidy en de Daltons, door geheel Amerika en zelfs over de grenzen. Het bedrijfslogo van Pinkerton's National Detective Agency bestond uit een groot oog, en was voorzien van de tekst "We never sleep". Hieruit groeide de term "Private Eye" tot synoniem van het woord 'privédetective'.

## Oprichting van de Secret Service

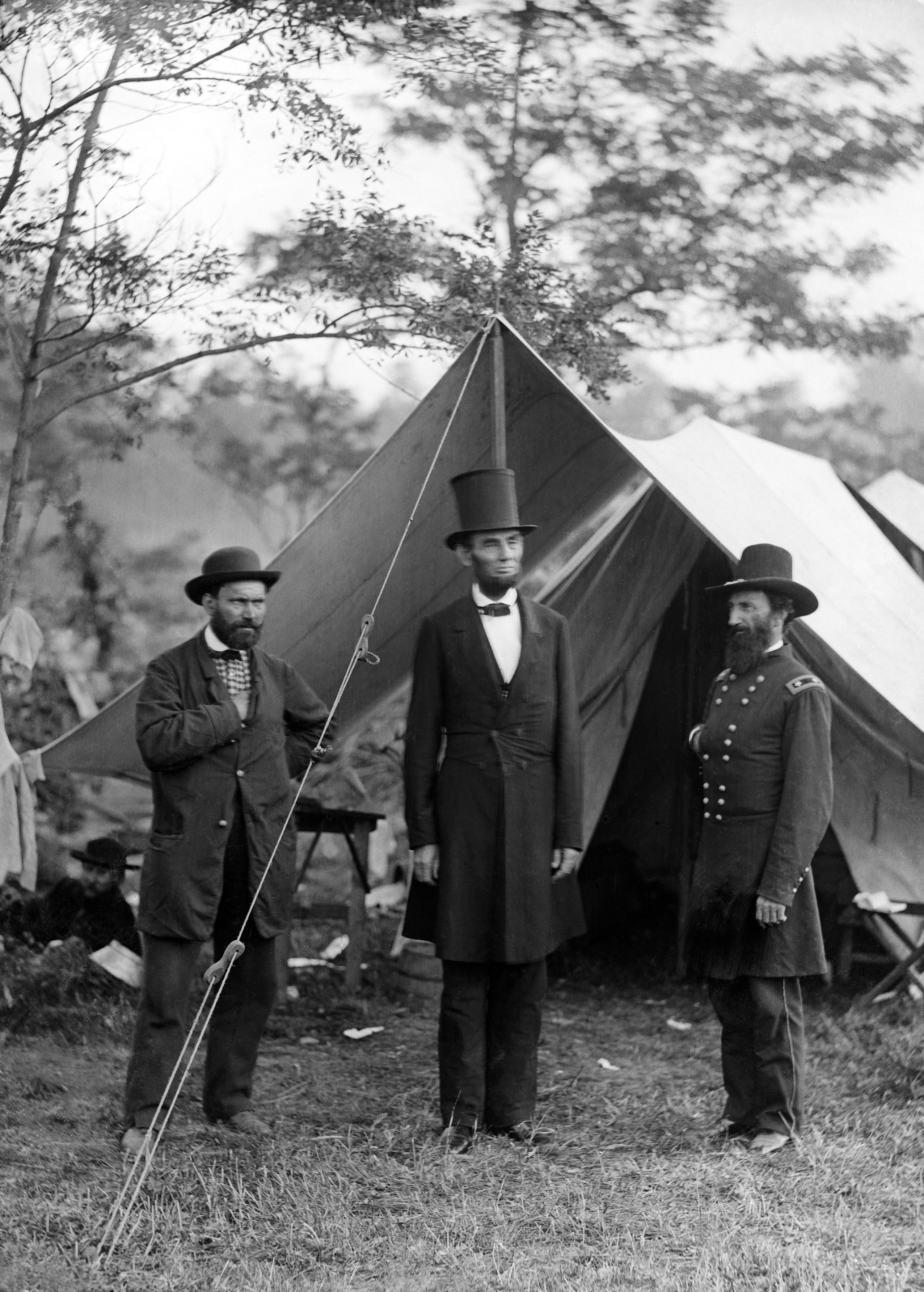
Pinkerton (links) met Abraham Lincoln

Het detectivebureau was een groot succes en opende vervolgens kantoren in New York en Philadelphia. Steeds meer transportbedrijven, ijzer- en kolenmijnen alsook private spoorwegen maakten gebruik van zijn diensten om de vele diefstallen en overvallen een halt te kunnen toeroepen. Gedurende de Amerikaanse Burgeroorlog haalde zijn vriend Generaal McLellan hem over om voor de Noordelijken te gaan werken. Geheel bij toeval stuitten detectives van Pinkerton op een samenzwering met de bedoeling om president Lincoln te vermoorden. Dit plan werd door hen verijdeld en Pinkerton werd gevraagd om de beveiliging van de president op zich te nemen. Hiermee werd de Secret Service opgericht, een dienst die nog steeds onder meer verantwoordelijk is voor persoonsbescherming van de Amerikaanse president. Daarbij organiseerde Pinkerton onder zijn pseudoniem "Major Allen" een spionagedienst die inlichtingen over de Zuidelijke troepen verzamelde.

## De Homestead Staking
Na de burgeroorlog vergrootte hij zijn werkzaamheden voor het detectivebureau en was betrokken bij diverse grote stakingen, welke zijn detectives probeerden te beëindigen. De meest bekende strijd die hij hierbij verrichtte was gedurende de Homestead Strike (Andrew Carnegie), waarbij 300 detectives een harde strijd leverden met de stakers. Hierbij werden vuurwapens gebruikt en de stakers gebruikten zelfs een kanon, waarbij het onvermijdelijk was dat er doden vielen aan beide zijden (9 stakers en 7 detectives). Pinkertons mannen verloren de strijd en onder een smadelijke aftocht (onder begeleiding van het Amerikaanse leger) verlieten zij het bedrijf in Pennsylvania. Het zou leiden tot een diepgewortelde haat van Pinkerton jegens de vakbonden.

## Onderzoeksmiddelen
Pinkerton-detective James McParland infiltreerde voor een periode van drie jaar in de terroristische organisatie van de Ierse 'Molly Maguires', een bende die haar wortels sedert eeuwen in Ierland had maar in Amerika voortkwam vanuit het verzet tegen de regimes die heersten in de diverse ijzer- en kolenmijnen. Daarmee werd Pinkerton het eerste detectivebureau dat 'infiltratie' als onderzoeksmiddel heeft ingezet. Ook kan Pinkerton beschouwd worden als het eerste detectivebureau dat een vrouwelijke detective (Kate Warne) in dienst had. Daarnaast gebruikte Pinkerton eveneens als eerste het medium van opsporingsaffiches ("Wanted, dead or alive") en stelde hij zeer scherpe gedragsregels (Code of Ethics) op voor zijn detectives, die overigens heden ten dage nog steeds gelden op tal van fronten en binnen diverse detectivebureaus. Alan Pinkerton schreef 22 boeken. Hij overleed in 1884.